# Pink Friday
Albums de Nicki Minaj
Pink Friday: Roman Reloaded
(2012)
Singles
1. Your Love
Sortie : 1er juin 2010
2. Right Thru Me
Sortie : 24 septembre 2010
3. Moment 4 Life
Sortie : 7 décembre 2010
4. Super Bass
Sortie : 5 avril 2011
5. Fly
Sortie : 30 août 2011

Pink Friday est le premier album studio de Nicki Minaj. L'album s'est vendu à plus de 375 000 exemplaires lors de sa première semaine de sortie aux États-Unis et a été sacré disque d'or aux États-Unis en trois semaines seulement, et après seulement un mois, plus de 1 035 000 exemplaires de l'album avaient déjà été écoulés.
Actuellement, l'album Pink Friday s'est écoulé à 2 100 000 exemplaires aux États-Unis et environ quatre millions d'exemplaires dans le monde. Pink Friday est aussi le deuxième album le plus vendu de la décennie par une femme noire aux États-Unis après Beyoncé.

## Liste des titres
| 1.    | I'm The Best                            | Onika Maraj, Daniel Johnson (en)                                                | 3:37 |
| 2.    | Roman's Revenge (feat. Eminem)          | Onika Maraj, Marshall Mathers, Kaseem Dean, Trevor Smith                        | 4:36 |
| 3.    | Did It On'em                            | Onika Maraj, J. Ellington, Safaree "SB" Samuels (en), Seandrae Crawford         | 3:32 |
| 4.    | Right Thru Me                           | Onika Maraj, Andrew Thielk, Stephen Hacker                                      | 3:56 |
| 5.    | Fly (feat. Rihanna)                     | Onika Maraj, Clemm Rishad, Jonathan « JR » Rotem, Kevin Hissink, William Jordan | 3:33 |
| 6.    | Save Me                                 | Onika Maraj, Andrew Wansel, Warren Felder                                       | 3:05 |
| 7.    | Moment 4 Life (feat. Drake)             | Onika Maraj, Drake, Nikhil Seetharam, Tyler Williams                            | 4:39 |
| 8.    | Check It Out (feat. will.i.am)          | Onika Maraj, Will Adams                                                         | 4:11 |
| 9.    | Blazin (feat. Kanye West)               | Onika Maraj, Kanye West, Andrew Thielk                                          | 5:02 |
| 10.   | Here I Am                               | Onika Maraj, Kaseem Dean                                                        | 2:55 |
| 11.   | Dear Old Nicki                          | Onika Maraj, Daniel Johnson (en)                                                | 3:53 |
| 12.   | Your Love                               | Onika Maraj, Andrew Wansel, Warren Felder                                       | 4:07 |
| 13.   | Last Chance (feat. Natasha Bedingfield) | Onika Maraj, Natasha Bedingfield, Andrew Thielk                                 | 3:51 |
|       | Bonus Tracks                            |                                                                                 |      |
| 14.   | Girls Fall Like Dominoes                | Onika Maraj, Jonathan « JR » Rotem, Milo Cordell, Robbie Furze,                 | 3:46 |
| 15.   | Super Bass                              | Onika Maraj, Daniel Johnson (en), Ester Dean                                    | 3:20 |
| 50:13 |                                         |                                                                                 |      |

Titres additionnels Édition Deluxe
1. Super Bass - 3:20 produit par Kane Beatz (en)
2. Blow Ya Mind - 3:41 produit par The BlackOut Movement
3. Muny - 3:47 produit par Oak & Papa Justifi
Titre bonus Édition Deluxe iTunes
4. Girls Fall Like Dominoes - 3:44 produit par Jonathan « JR » Rotem
Titre bonus Édition Deluxe Best Buy
5. Wave Ya Hand - 3:00 produit par Swizz Beatz
6. Catch Me - 3:56 produit par Swizz Beatz

## Samples
- Check It Out, sample Video Killed the Radio Star de The Buggles[3].
- Your Love, sample No More I Love You's d'Annie Lennox[4].
- Blazin', contient un sample Don't You (Forget About Me) de Simple Minds[5].
- Girls Fall Like Dominoes, sample Dominos de The Big Pink[6].

## Singles
- Le premier single est Your Love, sorti le 1er juin 2010.
- Le deuxième single est Right Thru Me, sorti le 24 septembre 2010.
- Le troisième single est Moment 4 Life, sorti le 7 décembre 2010.
- Le quatrième single est Super Bass, sorti le 5 avril 2011.
- Le cinquième single est Fly, sorti le 3 septembre 2011.

## Tournée
Minaj annonça par le biais du site de réseautage social Twitter qu'elle donna le coup d'envoi de sa tournée promotionnelle de cinq dates, un mois avant la sortie de l'album. Elle tweeta : « Ok les Barbz, voici les cinq premières dates de mon Pink Friday Tour ». La tournée débuta à Philadelphie le 22 octobre 2010 et se termina le 30 octobre à Port-d'Espagne en Trinité-et-Tobago,.
| Date             | Ville                          | Pays              | Salle                   |
| ---------------- | ------------------------------ | ----------------- | ----------------------- |
| Amérique du Nord |                                |                   |                         |
| 22 octobre 2010  | Philadelphie                   | États-Unis        | Wells Fargo Center      |
| 23 octobre 2010  | Washington, D.C.               | États-Unis        | Star Night Club         |
| 24 octobre 2010  | Waterbury                      | États-Unis        | Sin City                |
| 25 octobre 2010  | Boston                         | États-Unis        | TD Garden               |
| 30 octobre 2010  | Port d'Espagne (Port of Spain) | Trinité-et-Tobago | Hasely Crawford Stadium |

## Classements
| Classement / pays (2010)     | Meilleure position |
| ---------------------------- | ------------------ |
| Canadian Albums Chart        | 8                  |
| Australie ARIA Charts        | 5                  |
| Irlande                      | 17                 |
| UK Albums Chart              | 2                  |
| Billboard 200                | 1                  |
| Billboard R&B/Hip-Hop Albums | 1                  |
| Billboard Rap Albums         | 1                  |

| Pays        | Exemplaires vendus |
| ----------- | ------------------ |
| Canada      | 140 000            |
| Australie   | 100 000            |
| Irlande     | 20 000             |
| Royaume-Uni | 600 000            |
| États-Unis  | 3 500 000          |
| France      | 15 000             |
| Philippines | 10 000             |
| Scandinavie | 40 000             |
| Indonésie   | 5 000              |
| Inde        | 40 000             |
| Japon       | 80 000             |
| TOTAL       | 4 600 000          |

## Historique de sortie
| Pays        | Date             | Format             | Label                                     | Catalogue  | Édition         |
| ----------- | ---------------- | ------------------ | ----------------------------------------- | ---------- | --------------- |
| Allemagne   | 19 novembre 2010 | CD                 | Universal Music                           |            | Standard        |
| Irlande     | 19 novembre 2010 | CD                 | Universal Music                           |            | Standard        |
| Canada      | 22 novembre 2010 | CD, téléchargement | Universal Music                           | B001502102 | Standard Deluxe |
| France      | 22 novembre 2010 | CD                 | Universal Music                           |            | Standard Deluxe |
| Royaume-Uni | 22 novembre 2010 | CD                 | Universal Island                          |            | Deluxe          |
| États-Unis  | 22 novembre 2010 | CD, téléchargement | Young Money, Cash Money, Universal Motown | 001502102  | Standard Deluxe |